# Chelles – Gournay (métro de Paris)
Pour les articles homonymes, voir Chelles (homonymie).
Chelles – Gournay est une future station de la ligne 16 du métro de Paris en Seine-et-Marne.

## Caractéristiques
Dans le cadre du projet de métro automatique Grand Paris Express, il est prévu que la gare de Chelles devienne gare de correspondance entre la ligne 16 du métro Grand Paris Express, la ligne E du RER et la ligne P du Transilien. Les quais de la ligne 16 seront implantés en souterrain, à 28 mètres de profondeur, derrière l’immeuble des finances publiques et perpendiculairement à la ligne RER,. La conception de la station est confiée à l'Atelier Schall,.
La station comportera une œuvre de Emmanuelle Lainé, en cooperation avec l'architecte Lucie Coursaget.

## Construction
Les travaux préparatoires (déviations des réseaux, etc.) ont commencé en mars 2016 et devaient s’achever en octobre 2017.
La station est sous maîtrise d'œuvre du groupement Egis Rail / Tractebel. Initialement prévue pour 2023, sa date de livraison a connu plusieurs annonces de retard, d’abord 2024 puis 2030, puis enfin 2028.
Boulevard Chilpéric, les travaux de construction ont démarré à l’automne 2021 avec la réalisation des murs souterrains suivant la technique des parois moulées : des tranchées profondes qui plongent jusqu’à 62 mètres ont été creusées, puis des coffrages mis en place pour procéder à du coulage de béton en continu. L’enceinte de la gare, en forme de bilobe, a donc été construite avant même que ses volumes intérieurs ne soient creusés. 
Tout au long de l’année 2023, la construction de la gare a avancé à un rythme soutenu. Après l'achèvement de ses murs souterrains, les compagnons se sont attelées à débuter le creusement de sa partie souterraine et la réalisation de ses quatre niveaux souterrains, laissant apparaître ses volumes au fur et à mesure, tandis que le tunnelier Maud a traversé la gare à l'été 2023. 
En parallèle, les travaux d'interconnexion avec la gare SNCF existante débutés en 2023 afin de permettre des correspondances entre la ligne 16, le RER E et le Transilien P, se poursuivent à bon rythme.